# NKIR

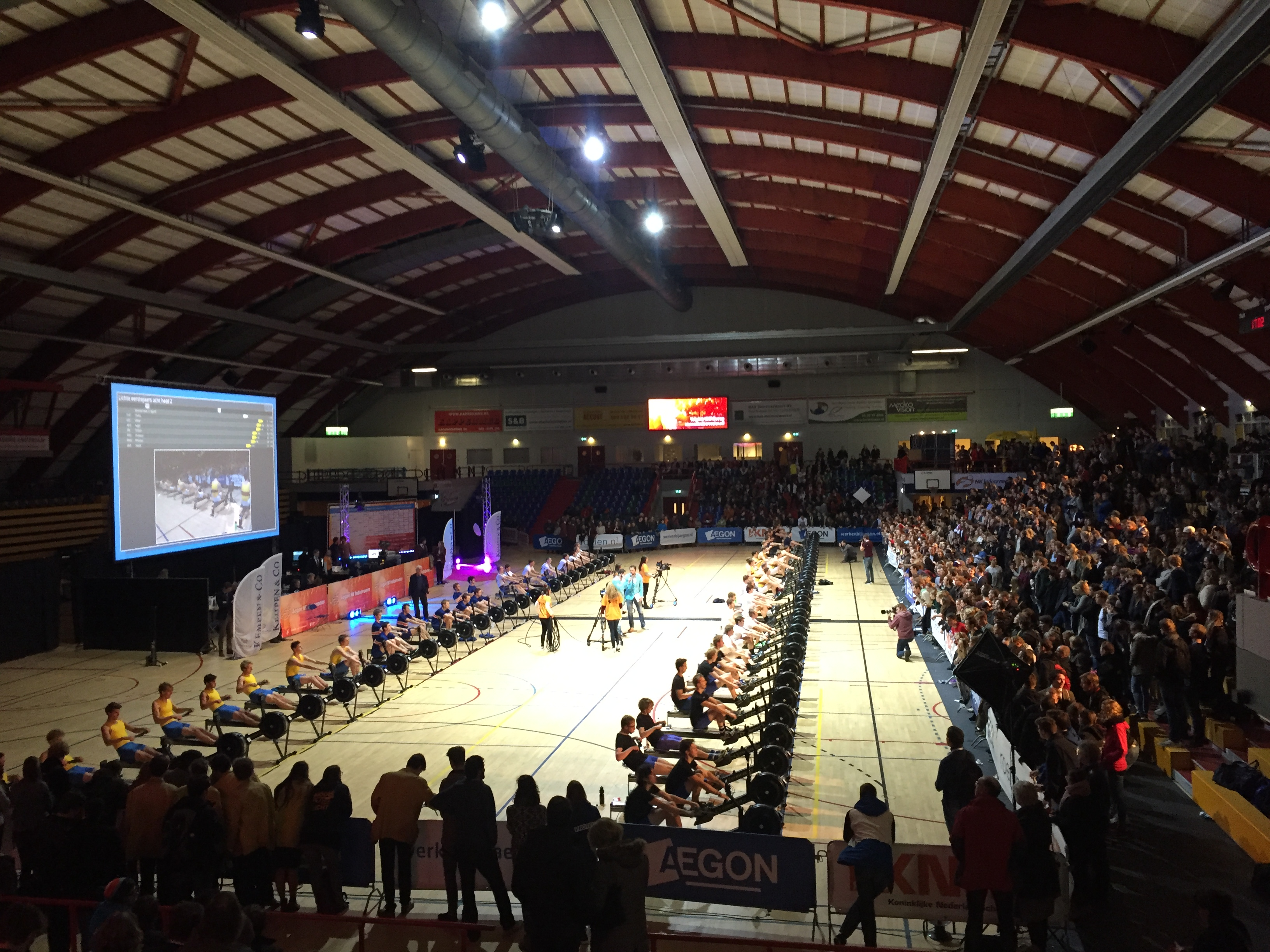
NK Indoorroeien 2015

De Nederlandse Kampioenschappen Indoorroeien (NKIR) is een evenement voor indoorroeiers dat elk jaar in december wordt georganiseerd door de ASR Nereus en de KNRB.

## Algemeen
De NKIR is voor de nationale roei-equipe en iedereen die daartoe wil behoren een belangrijk testmoment in de aanloop naar het nieuwe roeiseizoen. Daarnaast strijden de eerstejaars achten van verschillende studentenroeiverenigingen om de prijs voor de beste eerstejaars-vereniging. Ook nemen niet-roeiers in steeds groteren getale deel in de club- en veteranendivisies en zijn er categorieën voor bedrijfsteams, aangepast indoorroeien en schoolroeien.

## Euro Open
In 2004, 2006 en 2015 vond tevens het Euro Open plaats tijdens het NKIR.

## Velden
| Heren       | Heren Lichtgewicht | Dames       | Dames Lichtgewicht |
| ----------- | ------------------ | ----------- | ------------------ |
| SA (NK)     | LSA (NK)           | DSA (NK)    | LDSA (NK)          |
| SB (NK)     | LSB (NK)           | DB (NK)     | LDSB (NK)          |
| J18 (NK)    |                    | M18 (NK)    |                    |
| J16 (NK)    |                    | M16 (NK)    |                    |
| H LTA (NK)  |                    | D LTA (NK)  |                    |
| J Aangepast |                    | M Aangepast |                    |
| H Aang. G   |                    | D Aang. G   |                    |
| H Aang. LV  |                    | D Aang. LV  |                    |
| N           | LN                 | DN          | LDN                |
| Ej8         | LEj8               | Dej8        | LDEj4              |
| HCl         |                    | DCl         |                    |
| HCl4        |                    | DCl4        |                    |
| Bedrijfs 4  |                    |             |                    |
| School 4    |                    |             |                    |
| VA          | LVA+               | DVA         | LDVA               |
| VB          | LVB                | DVB         | LDVB               |
| VC          | LVC                | DVC         | LDVC               |
| VD          | LVD                | DVD         | LDVD               |
| VE          | LVE                | DVE         | LDVE               |
| VF          | LVF                | DVF         | LDVF               |
| VG          | LVG                | DVG         | LDVG               |
| VH          | LVH                | DVH         | LDVH               |
| VI          | LVI                | DVI         | LDVI               |
| VJ          | LVJ                | DVJ         | LDVJ               |
| VK          | LVK                | DVK         | LDVK               |